# Walter Bertolucci
Walter Bertolucci (? — ?) foi um político brasileiro.
Foi eleito, em 3 de outubro de 1962, deputado estadual, pelo PTB, para a 41ª Legislatura da Assembleia Legislativa do Rio Grande do Sul, de 1963 a 1967.
Foi o primeiro prefeito da cidade de Gramado, de 28 de fevereiro de 1955 a 31 de dezembro de 1959.